# Camorra

Localizarea provinciei Campania (roșu închis) pe harta Italiei

La Camorra este o organizație mafiotă italiană, având sfera de influență în regiunea Campania, dar cu influențe în întrega lume, chiar și în România.
Este cea mai veche și cea mai extinsă organizație criminală italiană, ale cărei origini datează încă din secolul al XVI-lea.
Spre deosebire de Cosa Nostra, care are o origine rurală, Camorra are o origine urbană.
În 1993, organizația număra 5000 de membri, grupați în 106 familii.
Conform agenției Eurispes, cifra de afaceri este evaluată la 12,5 miliarde de euro.
În ultimii 20 de ani, peste 2.700 de asasinate sunt puse pe seama Camorrei, iar în fiecare săptămână au loc în medie două reglări de conturi.